# Battistero di San Giovanni (Canosa di Puglia)
Il battistero di San Giovanni di Canosa di Puglia è un edificio a pianta dodecagonale con quattro camere sugli assi principali, che costituiscono i bracci di una croce greca, e quattro corridoi ad essa alternati, che affacciano tutti sul vano centrale rispettivamente con una e due porte. Al centro dell'edificio i resti di una vasca battesimale eptagonale. L'area della vasca era coperta da una cupola.
Il battistero era un edificio di grande pregio, non solo per le notevoli dimensioni e l'articolazione degli spazi ma anche perché dotato di un vasto apparato decorativo, di cui sono state ritrovate poche ma significative tracce: nella vasca tessere vitree ricoperte da una lamina d'oro e lacerti del mosaico pavimentale, decorati da stelle a quattro punte, i cui bracci sono resi da losanghe, alternati a rettangoli.

## Storia

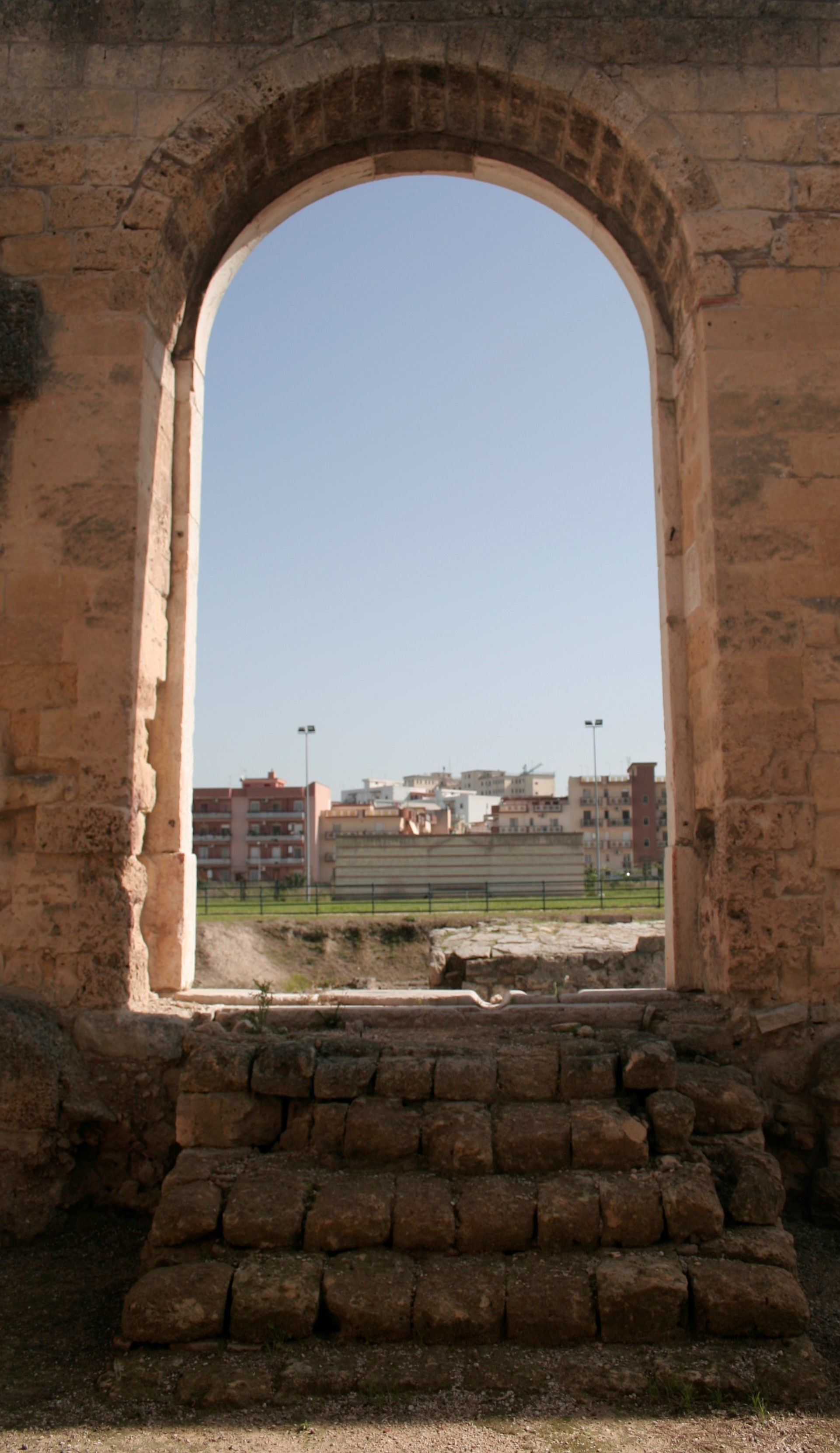
Battistero di San Giovanni, veduta sull'atrio sabiniano dal nartece

La principale città della Puglia in età tardoantica era Canosa, al vertice della gerarchia urbana della provincia Apulia et Calabria e dunque città del governatore e del vescovo. La storia dei suoi monumenti paleocristiani è legata ad un vescovo in particolare, Sabino, il cui vescovado si colloca tra il 514 ed il 566.
L'epoca del vescovo Sabino fu caratterizzata da una profonda crisi politico-istituzionale e dalla guerra greco-gotica (535-553). Tuttavia la diocesi canosina, che fondava la sua ricchezza su ampi possedimenti terrieri estesi fino alla Sicilia, raggiunse il massimo prestigio proprio allora grazie a Sabino.
Sabino mise in atto un ampio disegno urbanistico: una sorta di cinta difensiva sacra intorno alla città con la realizzazione a sud del complesso di San Pietro, la sistemazione a nord del battistero di San Giovanni affiancato alla chiesa di Santa Maria e, infine, la risistemazione nel suburbio a sud-est del complesso martoriarle dei Santi Cosma e Damiano, oggi nota come basilica di San Leucio. Lo spazio urbano viene così ridefinito e connotato in senso cristiano, mediante la realizzazione di nuovi poli di attrazione, diversi e alternativi a quelli tradizionali del foro (area dell'attuale Cattedrale) e dell'area sacra di Giove Toro (attualmente vico Toro, traversa via Imbriani)

## Storia della ricerca e descrizione del monumento

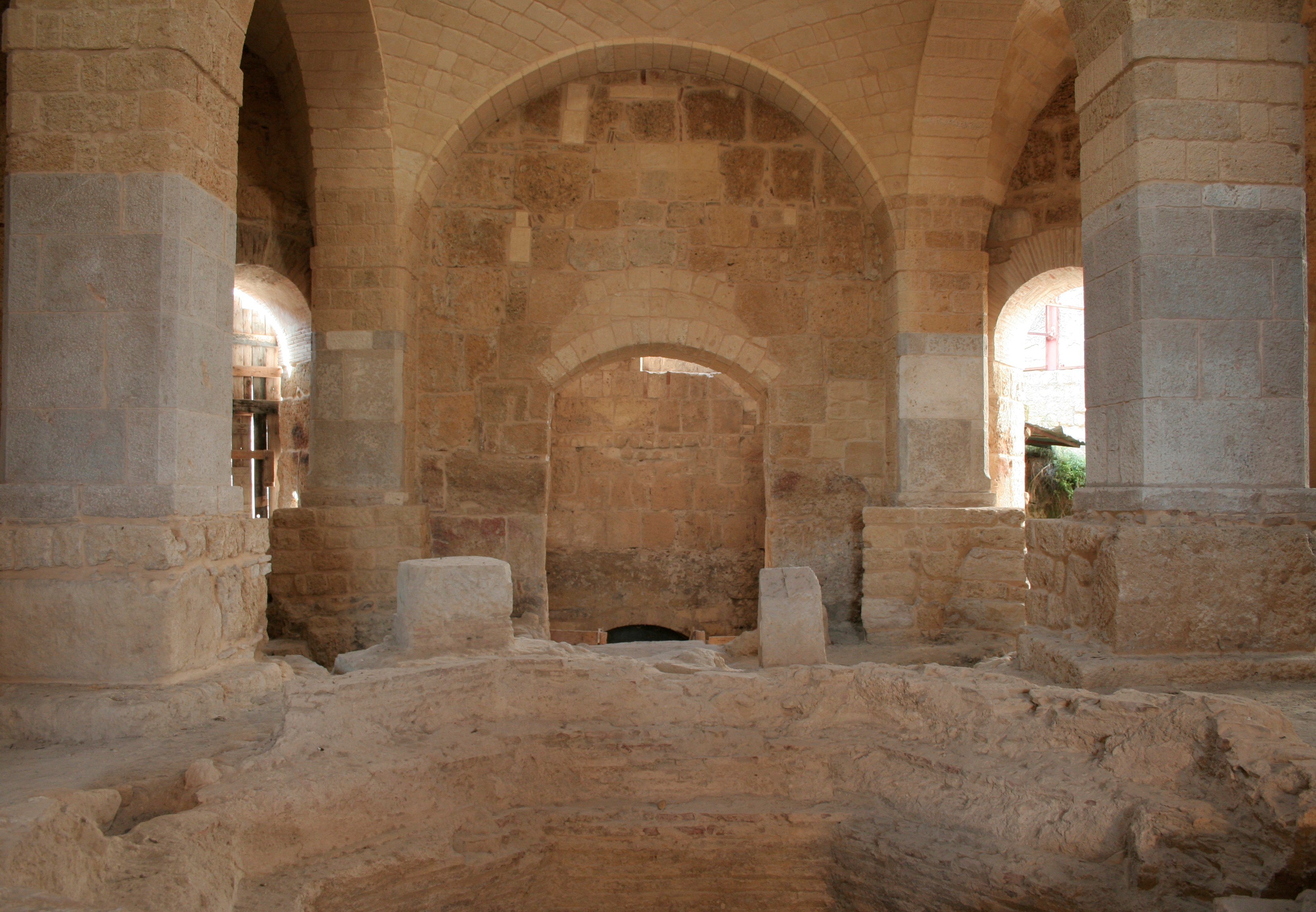
Battistero di San Giovanni, vasca e deambulatorio

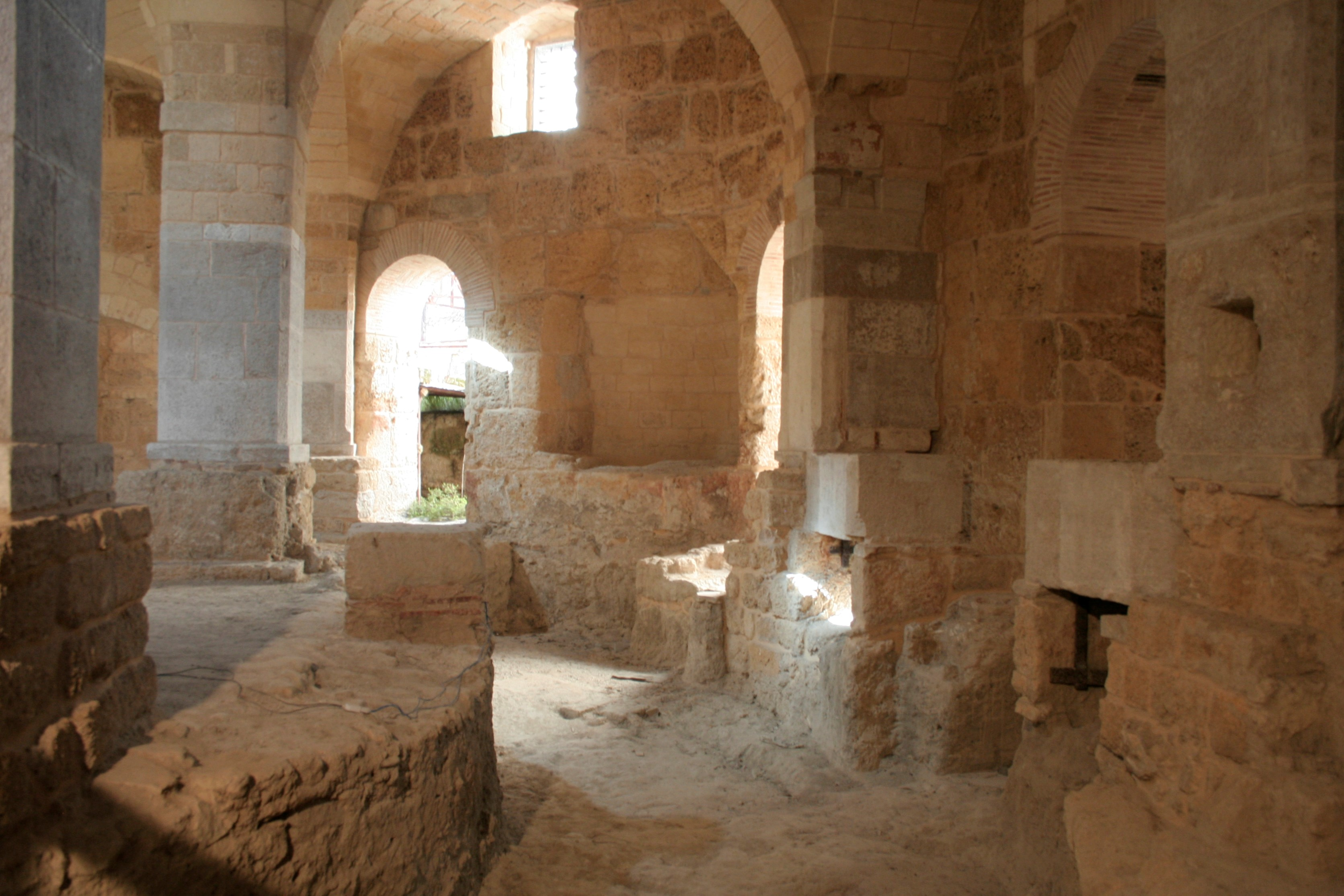
Battistero di San Giovanni, deambulatorio

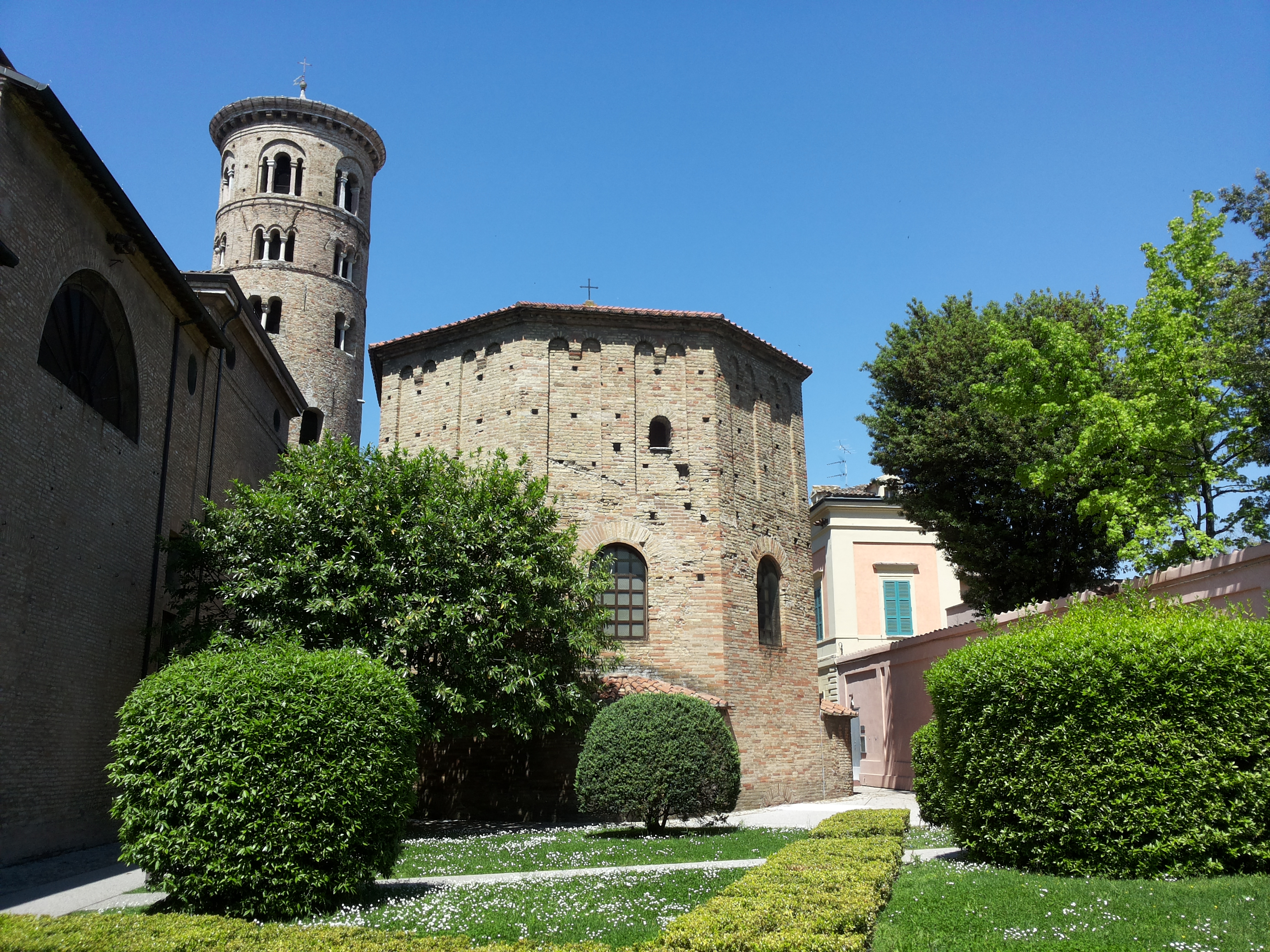
Battistero degli Ortodossi o Neoniano, Ravenna

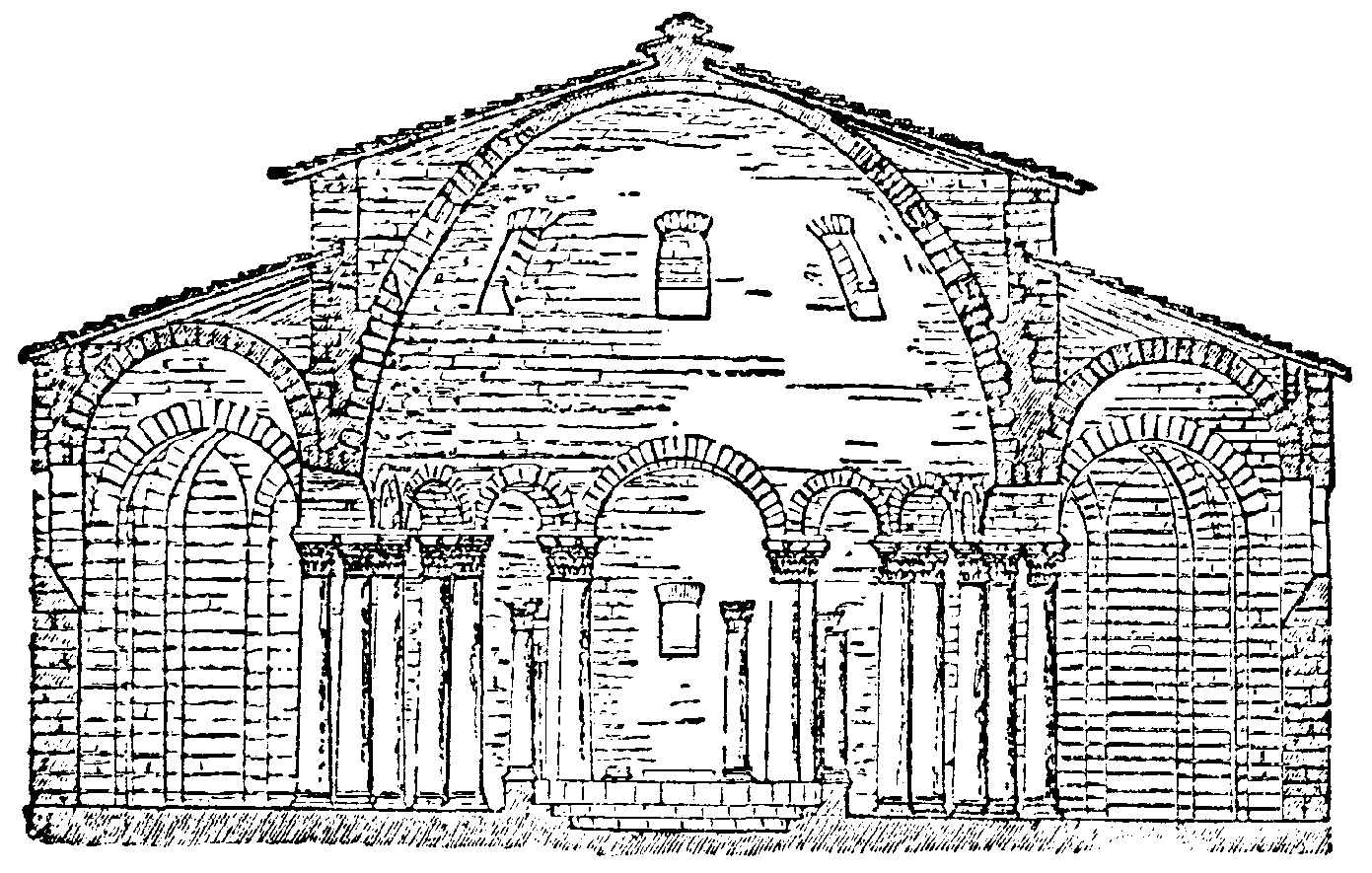
Battistero di Nocera Superiore

Del battistero, ricordato dalla biografia anonima del vescovo Sabino, databile al IX secolo (Historia vitae inventionis traslationis Sancti Sabini episcopi o Vita), non si ebbero altre testimonianze fino agli inizi del Settecento, quando le murature superstiti furono riprodotte in una incisione di J. L. Despréz pubblicata da R. de Saint-Non nel 1783. Sempre nello stesso secolo due testimonianze letterarie riguardano l'edificio. E. Mola dichiarò la sua sorpresa dinanzi ai resti monumentali del battistero, ritenendolo un tempio pagano successivamente trasformato dai cristiani in battistero. A. Tortora accennò al battistero a proposito della sepoltura di Sabino nella vicina chiesa di Santa Maria, nucleo a suo parere dell'odierna cattedrale.
Verso la fine dell'Ottocento la struttura subì profonde modifiche per essere adattata ad impianto molitorio. L'utilizzo per fini proto industriali di antichi strutture era pratica assai comune in quegli anni, che benché deplorevole dal punto di vista propriamente formale per le profonde modifiche molte volte apportate, ne ha garantito spesso la sopravvivenza. Lo spazio interno fu profondamente modificato per la realizzazione di quattro pilastri quadrati centrali sui quali si impostano volte a vela che restituiscono uno spazio organizzato in maniera ben differente dall'ideazione primaria. Nel 1915 l'archeologo H. Nachod rilevò il monumento, del quale diede una relazione dettagliata, con una prima distinzione tra parti antiche ed aggiunte; individuò la pianta dodecagonale con quattro camere sugli assi principali e quattro corridoi ad essa alternati, che affacciavano tutti sul vano centrale rispettivamente con una e due porte.
La parte superiore venne ipotizzata come un piano di gallerie adibite a matroneo, su cui si sarebbe impostata la cupola. La datazione al VI secolo derivava dall'esame delle strutture e dal confronto con i battisteri di Albenga e Ravenna, cronologicamente e tipologicamente vicini a quello di Canosa. Dal Nachod dipesero in seguito coloro che si sono interessati al monumento fino agli scavi del 1967, diretti dalla Cassano. Nella descrizione del monumento qui condotta si fa riferimento proprio alla denominazione da lei adottata con lettere per le camere sugli assi principali, con numeri romani per i corridoi ad essi alternati e con numeri arabi per le colonne. Un saggio di scavo effettuato al centro dell'edificio mise in evidenza i resti di una vasca battesimale eptagonale formata da tre gradini in laterizio con abbondanti tracce di malta e su di un lato anche frammenti del rivestimento marmoreo. Sul fondo della vasca si rinvenne il sistema per lo scolo delle acque collegato ad una conduttura che attraversava il vano centrale in direzione nord-est. Questa piscina si inserirebbe nel tipo di vasca battesimale munita solo di un sistema di deflusso e non di adduzione che, secondo le statistiche elaborate dal Testini, comprende la maggior parte degli edifici battesimali, riflettendo la condizione quasi generale di trovarsi a disporre di un limitato quantitativo d'acqua, per cui si provvide al sistema di scarico ma l'alimentazione si affidò quasi esclusivamente al personale incaricato del trasporto (tuttavia resta ancora da definire il rapporto tra queste condutture ed i tratti di canalizzazione messi in luce nell'atrio porticato dinanzi al battistero stesso, al cui centro verosimilmente era una fontana).
Su una doppia fondazione circolare concentrica poggiano dadi in laterizio, fondazioni di colonne isolate centrali. Ne sono state rinvenute in tutto sette ed è stato così possibile ricostruire una peristasi di dieci colonne alla distanza di 2,10 m l'una dall'altra. Lungo le pareti del poligono si conservano undici blocchi di fondazione in calcare sommariamente squadrato sul quale dovevano poggiare le colonne di sostegno della copertura. Su questi stessi blocchi di fondazione poggiavano, secondo la ricostruzione della Cassano, colonnine adiacenti alle colonne più grandi facenti parte di protiri sulle porte archivoltate di accesso alle cappelle ed agli ambienti interclusi. Dalle basi delle colonne ancora in loco è possibile stabilire la loro disposizione secondo un perfetto schema simmetrico che vedeva una coppia di colonnine corrispondenti lungo l'asse longitudinale e le altre posizionate in linea con l'asse trasversale e gli assi inclinati di 45°.
Sugli assi principali dell'edificio si aprono quattro ambienti che costituiscono i bracci di una croce greca. Il vano D (6,72 x 4,30 m) rappresenta l'ingresso al corpo di fabbrica centrale. All'innesto del vano D col corpo poligonale è stato rinvenuto un tratto di pavimento antico: quattro mattoni (31 x 31 cm) con un monogramma formato dalle lettere della parola Sabinus e da una croce. La cappella B, all'estremità opposta del corpo longitudinale, misura 5,30 x 4,05 m, mentre le due cappelle sull'asse trasversale, denominate A e C, hanno dimensioni leggermente minori. Tra le cappelle C e D si sviluppa un ambiente denominato IV le cui pareti sono rappresentate per il lati lunghi dai muri del poligono interno ed esterno e per i lati brevi da quelli delle cappelle adiacenti.
Il corpo di fabbrica principale era preceduto dal nartece, concluso a destra ed a sinistra da piccole absidi semicircolari. Gli elementi superstiti dell'alzato hanno consentito alla Cassano di formulare ipotesi molto precise sulla copertura dell'edificio. Lo spessore dei muri fa intuire la presenza di coperture a volta. Le ali del nartece erano concluse da catini absidali, di cui nell'ala sinistra si conserva all'esterno la linea di imposta, e che raggiungevano un'altezza leggermente inferiore a quella della copertura a botte delle ali, di cui pure si conserva l'imposta: si può presumere che il raccordo avvenisse con un velo di muratura. Il corpo centrale doveva essere coperto da una crociera ottenuta dall'intersezione tra le due botti laterali e dall'innesto di una terza posta sull'ambiente che si apriva nell'aula poligonale. Le coperture delle cappelle erano pure rappresentate da volte a botte. Il vano IV conserva invece l'esatta indicazione degli spioventi del tetto a capriate nelle tracce oblique incise lungo le pareti delle cappelle adiacenti. L'ambulacro doveva essere coperto con crociere impostate sulle colonne disposte lungo il perimetro del poligono e sull'anello della peristasi. Alternativa a questa ipotesi potrebbe essere quella di una volta a botte anulare rinforzata da archi radiali impostati sulle colonne come nel battistero di Nocera Superiore.
La presenza di un matroneo al di sopra dell'ambulacro ipotizzata dal Nachod non è stata confermata ma neppure esclusa. Controversa appare invece la forma della peristasi, se anulare come la fondazione sottostante o poligonale, mentre appare certo che le colonne fossero sormontate da pulvini collegati tra loro da archi in bipedali. Un elemento si pone a favore della ricostruzione della peristasi come un decagono piuttosto che come un cerchio: un frammento di muratura caduto dall'alto appartenente alla copertura tra il muro poligonale ed il colonnato centrale che conserva all'esterno lo spigolo di un diedro. Lo spessore del frammento di muratura a spigolo, rapportato alla forza della fondazione anulare sotto la peristasi ed alla fitta disposizione delle colonne autorizza largamente l'ipotesi di una copertura a volta. L'area della vasca era verosimilmente coperta da una cupola che si impostava con pennacchi sul poligono in muratura. La sua visione è quella che ha impressionato maggiormente l'anonimo autore della Vita nel breve cenno all'edificio, quando parla di excelso culmine cameram.
Si trattava dunque di un edificio di grande pregio, non solo per le notevoli dimensioni e l'articolazione degli spazi ma anche perché dotato di un vasto apparato decorativo, come attestano le tessere vitree ricoperte da una lamina d'oro rinvenute nella vasca ed i lacerti di decorazione musiva pavimentale provenienti dall'ambiente di raccordo I, che non ci restituiscono per intero il disegno geometrico, ricostruibile solo parzialmente: stelle a quattro punte, i cui bracci sono resi da losanghe, alternati a rettangoli, al centro dei cui lati ricadono gli spigoli delle losanghe stesse. Negli spazi lasciati liberi da queste geometrie vengono risparmiate punte di lancia. L'ambiente era delimitato da una cornice formata da una treccia ad occhielli e da una bordura di tessellato bianco. Il motivo è lo stesso documentato in forma più schematica nella basilica paleocristiana di Siponto e nella basilica di San Leucio, di cui rappresenta però una variante più tarda.

## Confronti

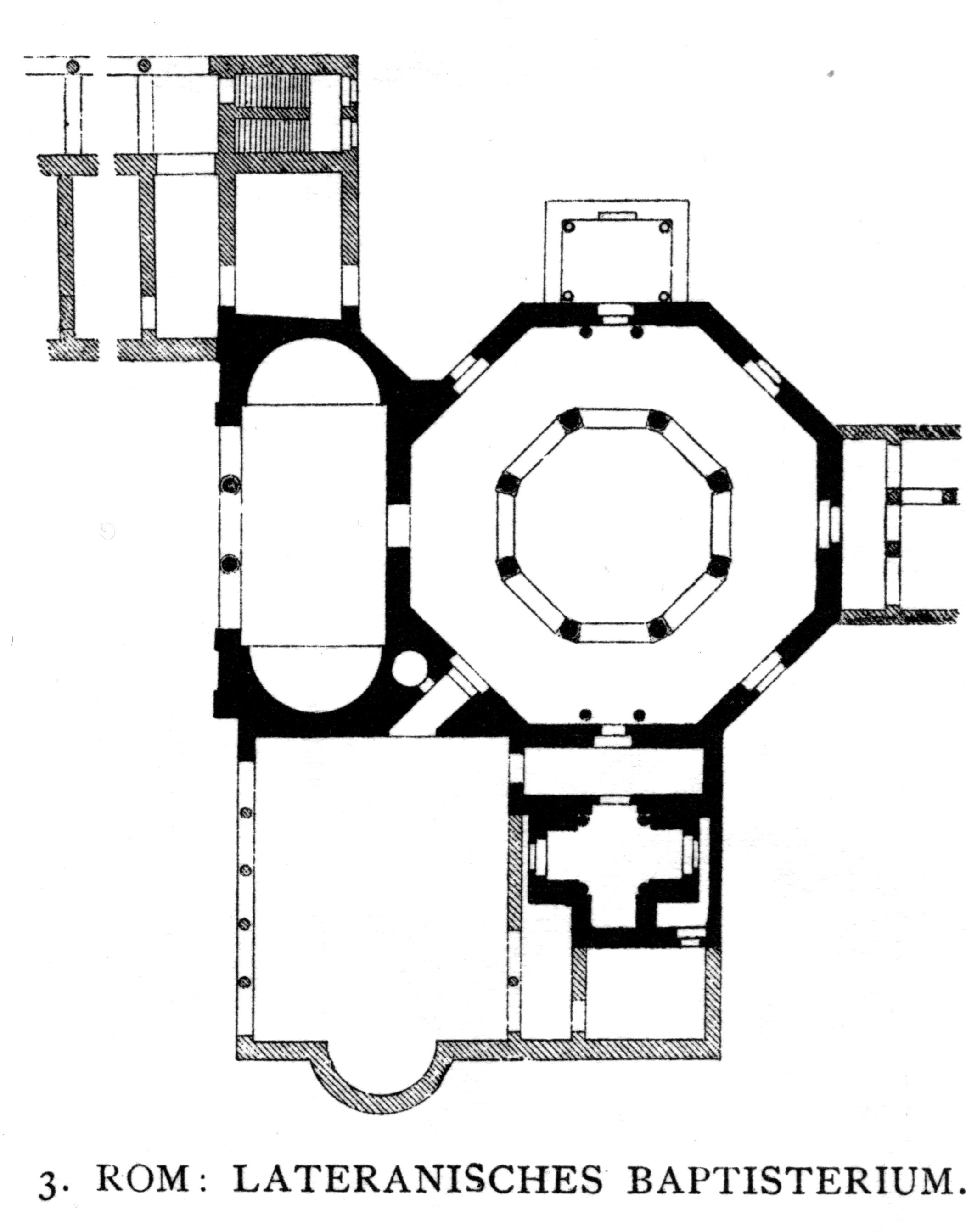
Battistero di San Giovanni in Laterano, Roma (pianta)

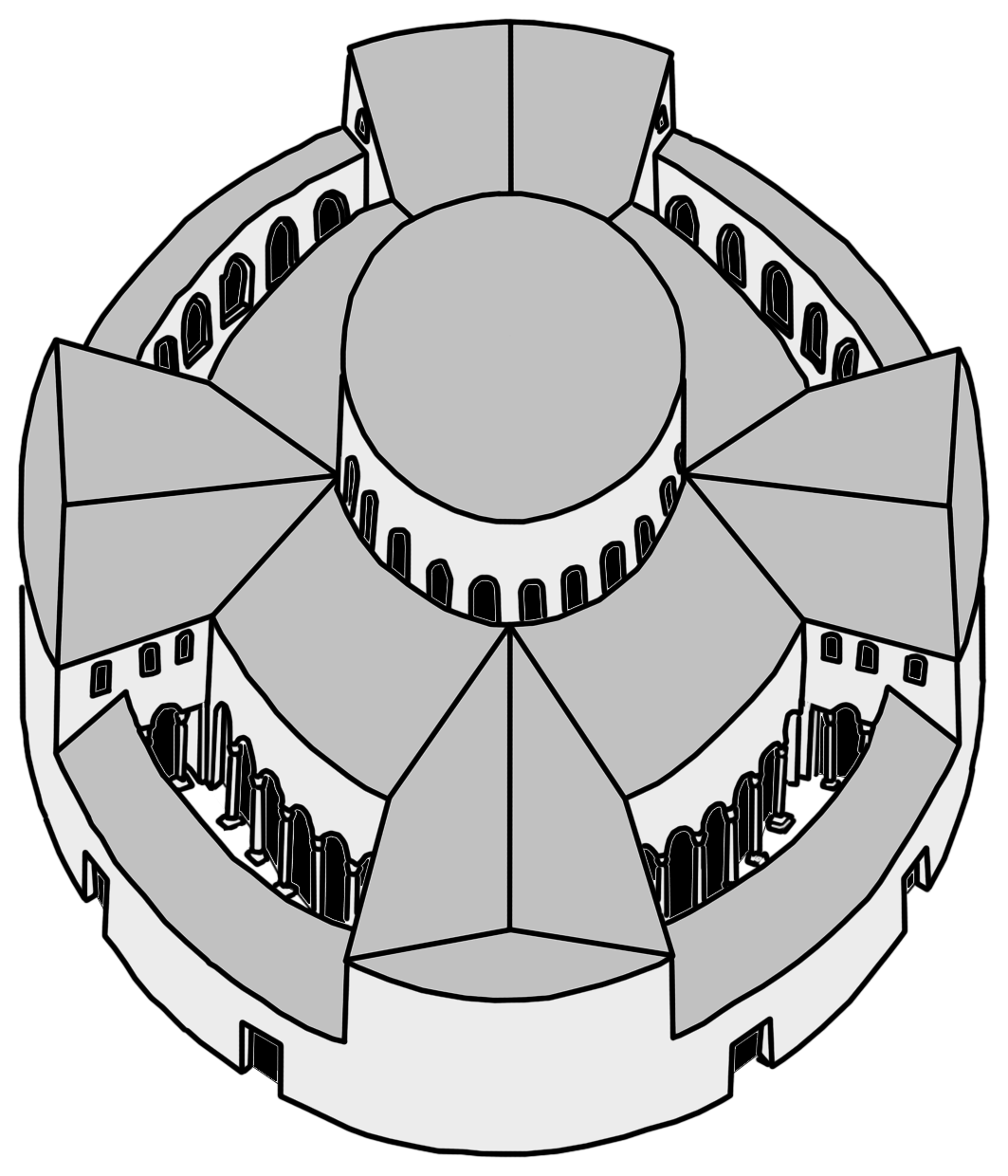
Santo Stefano Rotondo, Roma

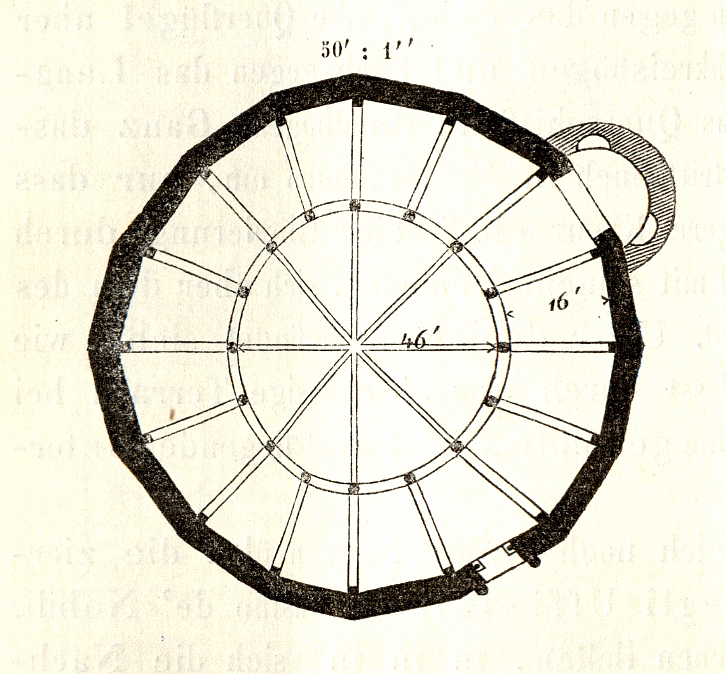
Rotonda di Sant'Angelo, Perugia (pianta)

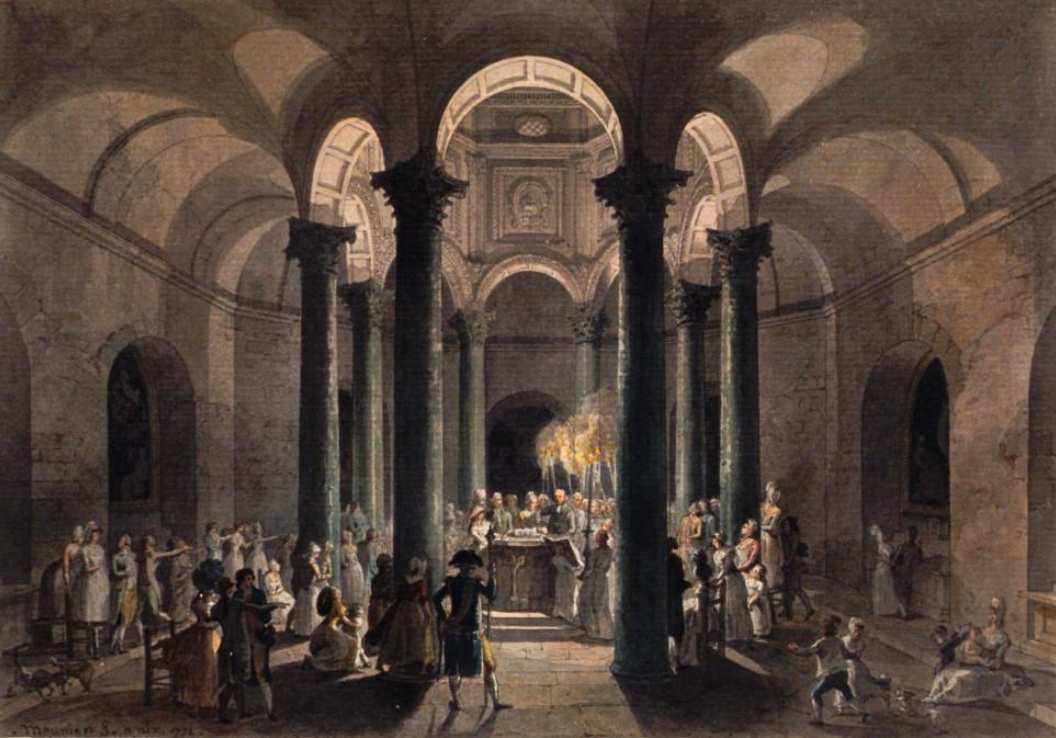
Battistero di Aix en Provance

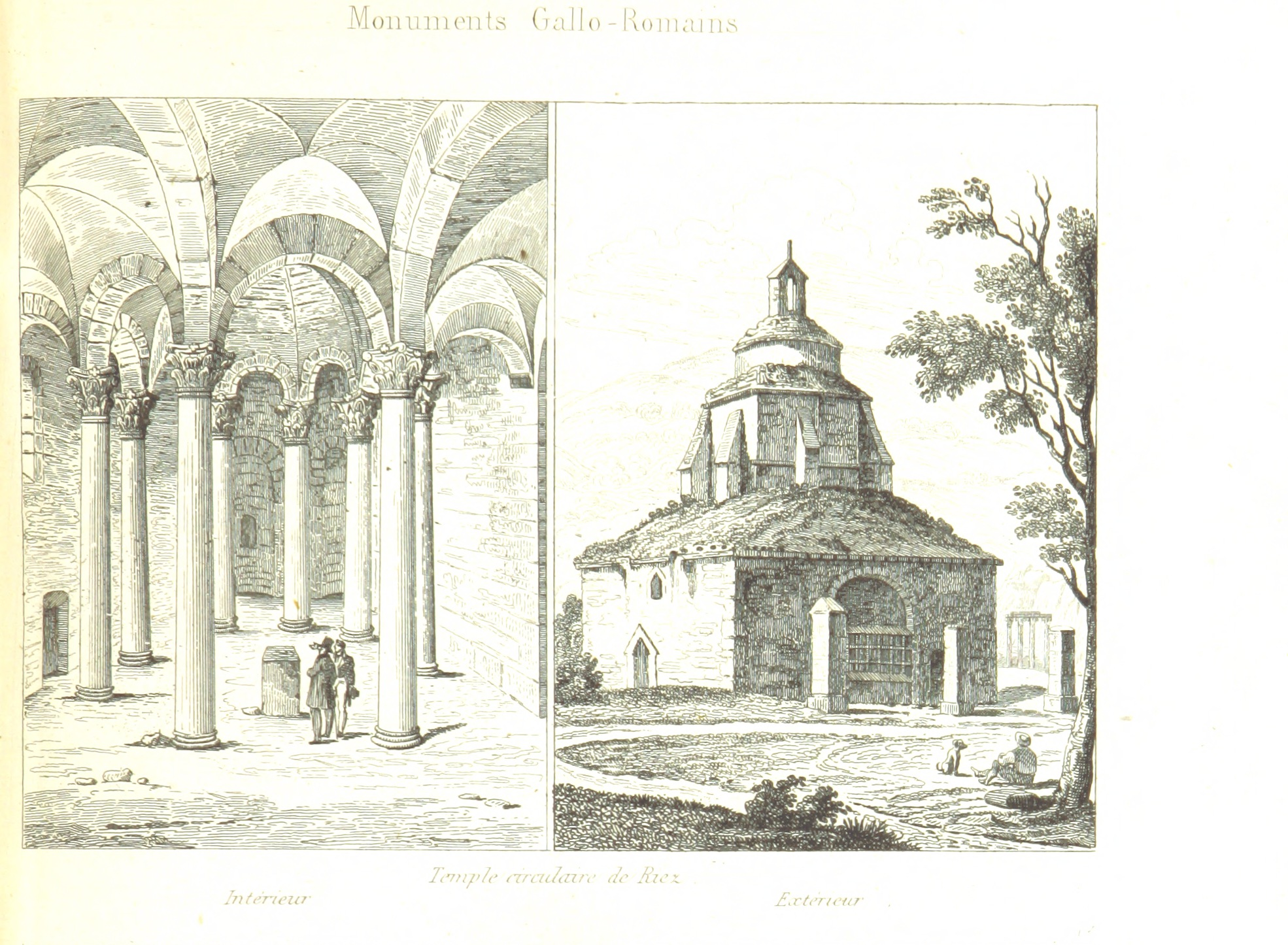
Battistero di Riez, ricostruzione dell'interno e dell'esterno

L'iconografia complessa del battistero canosino si inserisce nella tradizione romana degli edifici a pianta centrale, ripetendo lo schema del battistero Lateranense, anch'esso preceduto da un nartece a forcipe, sebbene l'esempio romano sia più antico ed a pianta ottagonale. La valenza simbolica della pianta ottagonale è stata ben illustrata dai distici di Ambrogio nel battistero di San Giovanni alle Fonti: essa allude all'ottavo giorno della resurrezione di Cristo, dunque è il numero della redenzione, e segna l'inizio di una nuova vita, quella eterna, la fine del Vecchio Testamento e l'inizio del Nuovo, come San Giovanni Battista, cui i battisteri sono quasi universalmente intitolati, è considerato l'ultimo dei profeti ed il primo dei martiri e apre il Nuovo Testamento.
La pianta ottagonale e quella dodecagonale sono accomunate dal rigoroso dialogo fra quadrato e cerchio (considerando il cerchio come il limite a cui tende un poligono regolare quando il numero dei suoi lati aumenta indefinitamente), figure simbolo del rapporto tra Dio e l'uomo. Il cerchio fu rappresentazione del sacro, dello spirituale e del cielo mentre il quadrato del cosmo, della materia e quindi della condizione terrena. Dunque la pianta dodecagonale segue, in questa lettura, il principio fondante della pianta ottagonale. Falla Castelfranchi assegna a questa scelta della pianta dodecagonale rispetto all'ottagonale un'origine colta attribuibile al vescovo Sabino, in quanto desunta dai vangeli apocrifi che esaltano accanto alla ogdoade patristica il numero dodici.
Si è discusso sulla filiazione del battistero di Canosa da schemi orientali. Krautheimer ritiene che l'innesto delle cappelle sui bracci di una croce con lo spazio poligonale centrale ricondurrebbe alla fusione di due schemi planimetrici di diversa derivazione, la pianta centrale (circolare o ottagonale) di origine siriana e la pianta a croce degli edifici microasiatici. Tale dipendenza è spiegabile con l'influenza della cultura orientale in Italia e nell'Europa meridionale.
La prova dell'importanza e della diffusione che questo schema icnografico assunse tra il IV e il V secolo, soprattutto in Siria, è in un passo di Gregorio di Nissa: in una lettera al vescovo Anfilochio di Iconion egli descrive la pianta di un edificio sorto sulla tomba di un martire, sottolineando che si trattava di un tipo di costruzione molto comune ai suoi tempi. Esso aveva forma di croce con i bracci costituiti da quattro camere sporgenti dal corpo centrale ottagonale su cui poggia una cupola conica; le camere erano collegate da nicchie semicircolari dinanzi alle quali erano colonne che sorreggevano arcate. La cupola poggiava su pilastri o colonne di una peristasi centrale, attorno alla quale si creava così un ambulacro poligonale che immetteva nelle cappelle stesse.
Nonostante tale edificio siriano in cui si ritrovano tutti gli elementi costitutivi del battistero canosino non sia stato precisamente identificato, esso trova comunque una serie di riscontri in edifici noti della stessa Siria e di altre regioni dell'Asia Minore: in particolare nel V secolo il martyrion di Filippo a Hierapolis, la chiesa di san Simeone Stilita a Qalat Seman presso Aleppo e la chiesa dedicata alla Vergine sul monte Garizim dall'imperatore Zenone, agli inizi del VI secolo il martyrium di San Giorgio ad Ezra. I confronti più diretti nell'Italia centromeridionale sono rappresentati da Santo Stefano Rotondo a Roma, datato tra il 468 ed il 483, che si fa dipendere per la pianta dal Santo Sepolcro di Gerusalemme e da altri martyria orientali: è opportuno sottolineare che tra gli edifici presi in esame soltanto qui e nel Garizim sono chiaramente presenti gli ambienti tra cappelle. Un impianto sostanzialmente affine è quello della rotonda di Sant'Angelo a Perugia attribuita al vescovo Massimiano e costruita tra la fine del V secolo e gli inizi del VI.
Tuttavia gli esempi citati non sono riferibili a battisteri, di qui la diversa opinione di Falla Castelfranchi secondo la quale il monumento rientra in una tradizione pienamente occidentale degli edifici a pianta centrale, il cui fascino suggestionò gli architetti orientali all'epoca delle costruzioni costantiniane a Gerusalemme. A suo parere sul piano metodologico la pianta di un battistero andrebbe innanzitutto rapportata ad edifici che svolgono analoghe funzioni: i battisteri costantinopolitani di Santa Sofia e della chiesa di Chalcoprateia sono ottagonali e di limitate dimensioni, privi di nartece a forcipe, ma in Palestina, Siria ed Asia Minore i battisteri sono per lo più di forma quadrangolare (rettangolare o quadrata) inclusi nell'edificio di culto privi di autonomia architettonica.
In Occidente invece è concentrato il maggior numero di battisteri più o meno analoghi a quello di Canosa, a pianta ottagonale ed autonomi dall'edificio di culto, e più precisamente la presenza dell’ambulacro interno lo fa rientrare in quella serie di edifici con deambulatorio interno, definiti duplicibus muris dal cronista Agnello a proposito del battistero di Classe, ponendo confronti in area provenzale con Marsiglia, Aix en Provence, Riez, Nevers e in Italia con Nocera Superiore (VI secolo), e richiamando gli esempi più tardi di Santa Severina a Catanzaro e Torcello. Tutti questi battisteri hanno quale impostazione lo schema a pianta centrale con deambulatorio; questo, originato dai martyria si estese anche agli annessi delle cattedrali relativi alle funzioni battesimali.
A Marsiglia alla fine del XIX secolo venne portato alla luce un edificio a pianta ottagonale, con quattro cappelle semicircolari ricavate nei lati obliqui, inscritte in un quadrato. All'interno fu individuato un secondo ottagono costituito da colonne verosimilmente collegate da archi che sostenevano la cupola dell'ambiente principale. A queste otto colonne centrali altrettante ne corrispondevano agli angoli del muro perimetrale determinando quindi sulle pareti delle arcate cieche che dovevano ripetere lo schema decorativo del battistero degli Ortodossi di Ravenna. Lo spessore esiguo dei muri indurrebbe ad ipotizzare che l'ambulacro fosse coperto da un tetto ligneo con soffittatura piana. Il battistero di Aix en Provence presenta la stessa disposizione ad ambulacro ma in una struttura semplificata rispetto a quello di Marsiglia: nessuna nicchia interna, né colonne agli angoli dell'ottagono. Il battistero di Riez, come quello di Marsiglia, presenta quattro nicchie semicircolari in corrispondenza degli assi diagonali. Il battistero di Nevers, venuto casualmente alla luce nelle opere di ricostruzione dell'abside della cattedrale danneggiata durante la guerra, ha pianta ottagonale con ambulacro interno ed una cappella per ogni lato rispettivamente curve e rettangolari. Esse non sono iscritte in un quadrato come nel battistero di Marsiglia ma visibili dall'esterno come nel battistero di Novara (inizio del V secolo). Come ad Aix ed a Riez non si hanno colonne fra una cappella e l'altra: qui in particolare i lati del poligono si uniscono ad angolo, ma con un breve tratto di un muro rettilineo.
Il battistero di Nocera Superiore presenta una pianta circolare con deambulatorio interno formato sedici colonne binate. Nello scomparso battistero di Bologna, noto solo dai disegni rinascimentali, la cui datazione può oscillare tra l'inizio e la metà del V secolo, se non addirittura anteriore in epoca ambrosiana, quattro nicchie semicircolari, piccole e poco profonde, erano scavate nei muri rettilinei opposti, intervallati da quattro ingressi sugli altri lati. Le colonne binate del peribolo interno potrebbero essere una addizione medioevale o ricalcare quelle del battistero lateranense nella versione di Sisto III.
I tardi esempi del VII secolo VII di Torcello e di Santa Severina hanno pianta circolare con deambulatorio interno di otto colonne; in quest'ultimo quattro cappelle (di cui due sono andate distrutte) si immettono con volta a botte nel deambulatorio, trasformando l'edificio in uno schema di croce greca che a differenza di Canosa si coglie non solo volumetricamente all'esterno, ma anche spazialmente all'interno.
Tra i battisteri poligonali, per lo più ottagonali, posti isolati accanto alle cattedrali, si possono distinguere diverse varianti: il tipo a nicchie estradossate e quello monospaziale del battistero lateranense. Una fase di transizione è esemplificata dal battistero degli Ariani e in quello di Riva San Vitale, nei quali quattro grandi archi mettono in comunicazione il nucleo centrale con l'ambulacro e la pianta quadrata con iscritto l'ottagono. Il battistero degli Ortodossi di Ravenna si distingue rispetto ai battisteri quadrangolari sopra ricordati per gli angoli arrotondati con le nicchie estradossate che rendono leggibile l'andamento curvilineo degli angoli sia all'interno che all'esterno, come nel successivo battistero degli Ariani sempre a Ravenna.
I battisteri, rimasti a lungo ancorati agli spazi interni tipici dei mausolei e degli ambienti minori delle terme, si ampliarono ed assunsero forme più complesse, ispirate a quelle dei martyria.

## Funzione degli ambienti
La disposizione duplicibus muris si riscontra a partire dal VI secolo in battisteri costruiti isolati e non contornati da quei numerosi ambienti – nartece, catecumeno, sala di attesa, apoditherium, battistero con piscina, consignatorium – necessari alla funzione del rito mediante triplice immersione. Soprattutto nel mondo occidentale fin dal V secolo coesistevano sia l'immersione che l'aspersione e quest'ultima prese infine il sopravvento, anche perché il numero degli adulti che richiedevano il sacramento andava sempre più diminuendo essendo ormai passato più di un secolo dall'editto di Teodosio.
Dunque vi fu una riduzione degli ambienti connessi al cerimoniale ed in contrapposizione il nucleo vero e proprio del battistero in cui vennero sintetizzate le varie modalità del rito accrebbe la propria complessità. Bisogna considerare che il battesimo era di regola somministrato in un numero limitato di giorni, dunque vi era un afflusso notevole di battezzandi ed era quindi necessario creare un percorso che lo regolarizzasse. Per la processione dei catecumeni era sufficiente il deambulatorio anulare attorno alla piscina, che permetteva una regolare circolazione senza creare intralci tra i fedeli. Incerta la funzione degli ambienti invece per il battistero di Canosa. Se il nartece e le due cappelle sugli assi principali potevano essere destinati all'ingresso ed all'altare, più difficile risulta stabilire se gli altri vani fossero adibiti a catecumeno, a spogliatoio, a consignatorum o fossero luoghi di sosta. Questi ambienti, benché provvisti di due porte che permettevano una certa regolarità di afflusso e deflusso, imponevano tuttavia l'uscita dal battistero vero e proprio e poi il rientro, non si sviluppavano dunque secondo quella coerente distribuzione successiva che si può invece riscontrare nei vani adiacenti del battistero di Salona.